# Wolves at the Gate
Wolves at the Gate es una banda estadounidense de metalcore formada en Cedarville, Ohio en 2008. La banda está formada actualmente por los guitarristas Steve Cobucci y Joey Alarcon, el vocalista Nick Detty, el bajista Ben Summers y el baterista Abishai Collingsworth.
La banda ha lanzado seis álbumes de estudio y cinco EPs: Captors (2012), VxV  (2014), Types & Shadows (2016), Eclipse (2019), Eulogies (2022) y su más reciente trabajo Wasteland (2025).

## Historia
La banda se formó en 2008 y es de Cedarville, Ohio.
En 2009, lanzaron su EP demo debut, Prisoner of War. Ninguna de estas canciones se ha regrabado para álbumes posteriores y solo está disponible en YouTube y parcialmente en la página de la banda en ReverbNation. El baterista Ryan Connelly dejó la banda poco después de su lanzamiento.
En 2010, la banda grabó y lanzó su EP We Are the Ones. Desde la salida de Connelly, todas las partes de batería fueron programadas por Cobucci. Se grabó en el apartamento del ingeniero Tyler Smith, en la parte trasera de una funeraria. Tras firmar con Solid State Records en septiembre de 2011, el EP se relanzó el 15 de noviembre de ese año, ahora con una portada rediseñada, dos pistas adicionales y una edición física exclusiva para Hot Topic.
La banda lanzó su primer álbum de estudio Captors el 3 de julio de 2012 con Solid State. En la semana del 21 de julio de 2012, según las listas de Billboard, Captors se ubicó en el puesto número 7 de la lista de Álbumes Cristianos de Billboard y en el número 17 de la lista de Álbumes de Hard Rock.
Su siguiente álbum, VxV (pronunciado "five by five"), se lanzó el 10 de junio de 2014. La banda lanzó la canción "Dust to Dust" el 24 de abril de 2014. El 12 de mayo de 2015, lanzaron su tercer EP Reprise, compuesto por versiones acústicas de canciones de álbumes anteriores. El tercer álbum de la banda Types & Shadows, se lanzó el 4 de noviembre de 2016.
Su cuarto álbum Eclipse, se anunció el 24 de abril de 2019, con fecha de lanzamiento prevista para el 26 de julio de 2019. Al mismo tiempo, se publicaron nuevas fotos de la banda con un nuevo miembro, Joey Alarcon, uniéndose a la guitarra. Lanzaron su primer sencillo, "The Cure", el 26 de abril de 2019. Un segundo sencillo, "A Voice in the Violence", se lanzó el 16 de mayo de 2019. Un tercer sencillo, "Drifter", se estrenó a través de la revista Revolver el 13 de junio de 2019.
El 4 de septiembre de 2020, la banda anunció que su cuarto EP Dawn, compuesto por versiones acústicas de canciones de Eclipse, se lanzaría el 9 de octubre de 2020. Ese mismo día, se lanzó el primer sencillo, una versión acústica de "A Voice in the Violence", y el segundo, "Counterfeit", el 25 de septiembre de 2020.
El 9 de marzo de 2021, se reveló que Tim Lambesis estaba trabajando en un nuevo proyecto paralelo con el guitarrista de la banda, Joey Alarcon. Lambesis había coproducido previamente Eclipse junto a Alarcon y Steve Cobucci. El 16 de abril de 2021, la banda lanzó un nuevo sencillo, "Stop The Bleeding", al que le siguió otro, "Shadows", el 15 de octubre de 2021. Tras el lanzamiento de tres sencillos más, "Deadweight", "Lights & Fire" y "Peace that Starts the War", Wolves at the Gate publicó su álbum Eulogies el 11 de marzo de 2022. El 18 de noviembre de 2022, la banda lanzó un EP navideño Lowborn, con dos canciones navideñas que habían lanzado una década antes, junto con tres temas más recientes, incluyendo el tema principal, que se había lanzado como sencillo en 2021.
El 9 de junio de 2023, la banda lanzó una versión de "Heathens", originalmente de Twenty One Pilots. "Sentimos un gran respeto por la creatividad que Tyler Joseph y Josh Dun expresan en su música", escribió la banda en Instagram. "Algo que hacen muy bien es expresar estados de ánimo oscuros y sombríos en su música sin sacrificar la memorabilidad ni la melodía. La dinámica de la canción nos abrió las puertas para dejar nuestra huella. Además, la letra transmitía un sentimiento muy cercano que podía verse e interpretarse desde diferentes perspectivas". Lanzaron otra versión, "Attack" de 30 Seconds to Mars, el 7 de julio de 2023. Tras lanzar su versión de "Pardon Me" de Incubus, la banda anunció su álbum de versiones, Lost in Translation, que se lanzó el 22 de septiembre de 2023. El álbum incluye versiones de "Heathens" y "Attack", junto con versiones de Billie Eilish, Jon Bellion, Jimmy Eat World, Linkin Park, Muse, Foo Fighters y Deftones.
El 17 de abril de 2024, la banda informó que estaban en proceso de grabación de su próximo disco, con la ayuda de Josh Gilbert. El 7 de marzo de 2025, la banda anunció su sexto álbum Wasteland, cuyo lanzamiento estaba previsto para el 30 de mayo de 2025, además de publicar la lista de canciones y el primer sencillo, "Parasite".

## Miembros
| Miembros actuales - Steve Cobucci – guitarra rítmica, voz aguda (2008-presente); guitarra principal (2012-2019) - Ben Summers – bajo, coros (2008-presente) - Nick Detty – voz principal, teclados (2012-presente) - Abishai Collingsworth – batería (2015-presente) - Joey Alarcon – guitarra principal (2019-presente) | Miembros anteriores - Ryan Connelly – batería (2008) - Colin Jones – voz (2008-2011) - Dave Nester – batería (2008-2012) - Jeremy Steckel – guitarra principal (2008-2012) - Ben Millhouse – batería (2012-2013) - Dylan Baxter – batería (2013-2015) |

Linea del tiempo

## Discografía

### Álbumes de estudio
| Título          | Detalles del album                                                                              | Posiciones | Posiciones | Posiciones | Posiciones | Posiciones |
| Título          | Detalles del album                                                                              | US         | US Christ  | US Rock    | US Hard    | US Indie   |
| --------------- | ----------------------------------------------------------------------------------------------- | ---------- | ---------- | ---------- | ---------- | ---------- |
| Captors         | - Publicación: 3 de julio de 2012 - Sello: Solid State - Formatos: CD, descarga digital         | —          | 7          | —          | 17         | —          |
| VxV             | - Publicación: 10 de junio de 2014 - Sello: Solid State - Formatos: CD, LP, descarga digital    | 134        | 6          | 41         | 13         | 25         |
| Types & Shadows | - Publicación: 4 de noviembre de 2016 - Sello: Solid State - Formatos: CD, LP, descarga digital | —          | 8          | 24         | 8          | 12         |
| Eclipse         | - Publicación: 26 de julio de 2019 - Sello: Solid State - Formatos: CD, LP, digital download    | —          | 4          | —          | 23         | 10         |
| Eulogies        | - Publicación: 11 de marzo de 2022 - Sello: Solid State - Formats: CD, LP, descarga digital     | —          | —          | —          | —          | —          |
| Wasteland       | - Publicación: 30 de mayo de 2025 - Sello: Solid State - Formatos: CD, LP, descarga digital     | –          | –          | –          | –          | –          |

### EPs
| Año  | EP              | Sello               |
| ---- | --------------- | ------------------- |
| 2011 | We Are the Ones | Solid State Records |
| 2013 | Back to School  | Solid State Records |
| 2015 | Reprise         | Solid State Records |
| 2020 | Dawn            | Solid State Records |
| 2022 | Lowborn         | Solid State Records |

### Sencillos
| Año  | Título                                  | Álbum               |
| ---- | --------------------------------------- | ------------------- |
| 2012 | "The King"                              | N/A                 |
| 2012 | "Dead Man"                              | Captors             |
| 2014 | "The Bird and the Snake"                | VxV                 |
| 2014 | "Dust to Dust"                          | VxV                 |
| 2016 | "Flickering Flame"                      | Types & Shadows     |
| 2016 | "Asleep"                                | Types & Shadows     |
| 2016 | "War in the Time of Peace"              | Types & Shadows     |
| 2019 | "The Cure"                              | Eclipse             |
| 2019 | "A Voice in the Violence"               | Eclipse             |
| 2019 | "Drifter"                               | Eclipse             |
| 2019 | "Counterfeit"                           | Eclipse             |
| 2021 | "Stop the Bleeding"                     | Eulogies            |
| 2021 | "Lowborn"                               | Lowborn EP          |
| 2021 | "Shadows"                               | Eulogies            |
| 2022 | "Lights & Fire"                         | Eulogies            |
| 2022 | "Peace That Starts The War"             | Eulogies            |
| 2022 | "Deadweight"                            | Eulogies            |
| 2022 | "Dark, Cold Night"                      | Lowborn EP          |
| 2023 | "Heathens" (cover de Twenty One Pilots) | Lost in Translation |
| 2023 | "Attack" (cover de 30 Seconds to Mars)  | Lost in Translation |
| 2023 | "Pardon Me" (cover de Incubus)          | Lost in Translation |
| 2023 | "Stupid Deep" (cover de Jon Bellion)    | Lost in Translation |
| 2025 | "Parasite"                              | Wasteland           |
| 2025 | "Synthetic Sun"                         | Wasteland           |
| 2025 | "(law of the) Wasteland"                | Wasteland           |
| 2025 | "Death Clock"                           | Wasteland           |